# Belize City
Belize City je největším městem středoamerického státu Belize. Je správním centrem stejnojmenného distriktu Belize. Belize City je významným přístavem a průmyslovým, finančním i dopravním centrem celé země.
Město leží na pobřeží Honduraského zálivu blízko ústí řeky Belize, zároveň je vstupní branou do belizského mořského národního parku Belizský bariérový útes (největší korálový útes na západní polokouli).

## Historie
Belize City bylo založeno v polovině 17. století britskými dřevorubci poblíž mayské vesničky Holzuz. Toto místo bylo pro Brity ideální jako základna pro jejich kolonizaci regionu, stalo se hlavním městem jejich kolonie Britský Honduras. Mělo přístup k moři, ale zároveň se proti proudu řeky dalo dostat do vnitrozemí. Belize City se za koloniální doby stalo domovem pro tisíce afrických otroků, které sem Britové přiváželi na těžkou práci v těžbě dřeva v tropickém deštném lese.
Prakticky celé město bylo 31. října 1961 zničeno hurikánem Hattie, který se prošel Střední Amerikou o intenzitě 5 v Saffirově–Simpsonově stupnici hurikánů. Po této přírodní katastrofě se hlavním městem v roce 1970 stal Belmopan.